# Storkällan

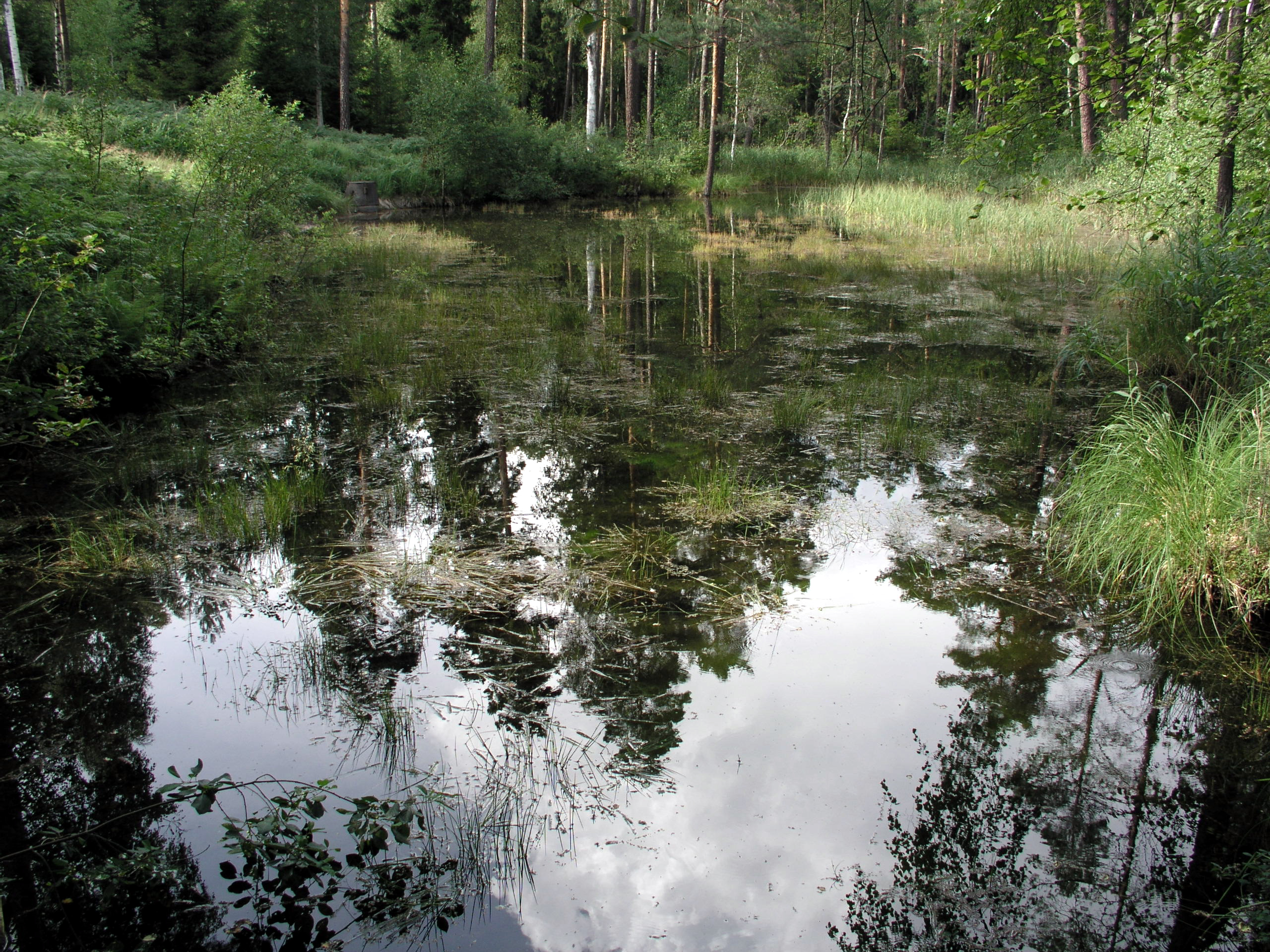
Storkällan

Storkällan är en kallvattenkälla belägen i Nacka kommun, nära gränsen till Tyresö kommun i kanten av Storkällans kapell och kyrkogård.